# Liste alter Synagogen in Niedersachsen
Von den zahlreichen Synagogen, die sich in den 1930er Jahren auf dem Gebiet des heutigen Bundeslandes Niedersachsen befanden, konnten nur wenige der Zerstörung durch die Nationalsozialisten während der Novemberpogrome 1938 entgehen. Bei den erhaltenen Gotteshäuser handelt es sich meist um Gebäude, die von ihren Gemeinden zuvor aufgegeben worden waren, oder deren Vernichtung aufgrund der Nähe zu angrenzenden Häusern nicht oder nur unvollständig vollzogen wurde.
Die folgende Liste führt die heute noch vorhandenen alten Synagogen in Niedersachsen auf. Ehemalige Gotteshäuser, die durch Umbau zu Wohn- oder Geschäftshäusern bzw. Lagerhallen in einer Weise verändert wurden, welche die ursprüngliche Funktion unkenntlich macht, finden hierbei keine Berücksichtigung:
- Alte Synagoge in Bodenfelde (am ursprünglichen Standort abgetragen und in Göttingen wieder aufgebaut. Nutzung als Gotteshaus durch die dortige jüdische Gemeinde)
- Alte Synagoge Bückeburg (heute Königreichssaal der Zeugen Jehovas)
- Synagoge Celle (heute Dokumentationszentrum und Museum)
- Ehemalige Synagoge Dornum (heute Dokumentationszentrum und Museum)
- Ehemalige Synagoge Neustadtgödens
- Ehemalige Synagoge Stadthagen